# Benjamin Gompertz

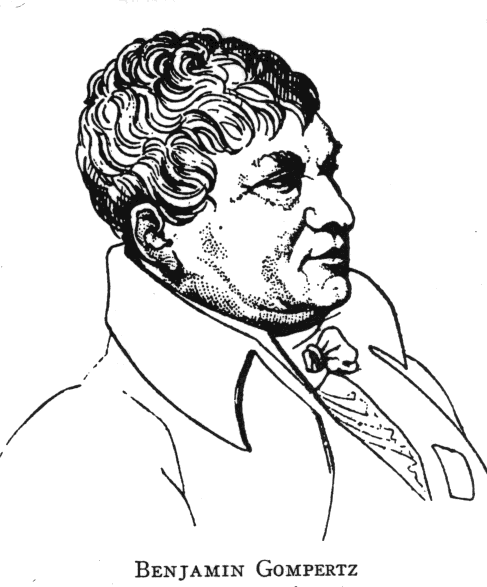
Benjamin Gompertz

Benjamin Gompertz (ur. 1779, zm. 1865) – brytyjski matematyk i statystyk, z zawodu aktuariusz. Był współtwórcą (razem z Williamem Makehamem) prawa umieralności Makehama-Gompertza, teoretycznego modelu umieralności w populacji stworzonego na potrzeby nauk aktuarialnych. Należał do wielu towarzystw naukowych, między innymi do Royal Society w Londynie, Royal Astronomical Society oraz do Royal Statistical Society.